# Бардоліно
Бардоліно (італ. Bardolino, вен. Bardołin) — муніципалітет в Італії, у регіоні Венето, провінція Верона.
Бардоліно розташоване на відстані близько 430 км на північ від Рима, 130 км на захід від Венеції, 25 км на північний захід від Верони.
Населення — 7037 осіб (2014).
Щорічний фестиваль відбувається 6 грудня. Покровитель — San Nicolò.

## Демографія
Населення за роками:

Станом на 1 січня 2023 року в муніципалітеті офіційно проживало 760 іноземців з 58 країн, серед них 404 громадяни країн Євросоюзу та 17 громадян України.

## Сусідні муніципалітети
- Аффі
- Кавайон-Веронезе
- Костермано
- Гарда
- Лацизе
- Манерба-дель-Гарда
- Моніга-дель-Гарда
- Паденге-суль-Гарда
- Пастренго

## Галерея зображень

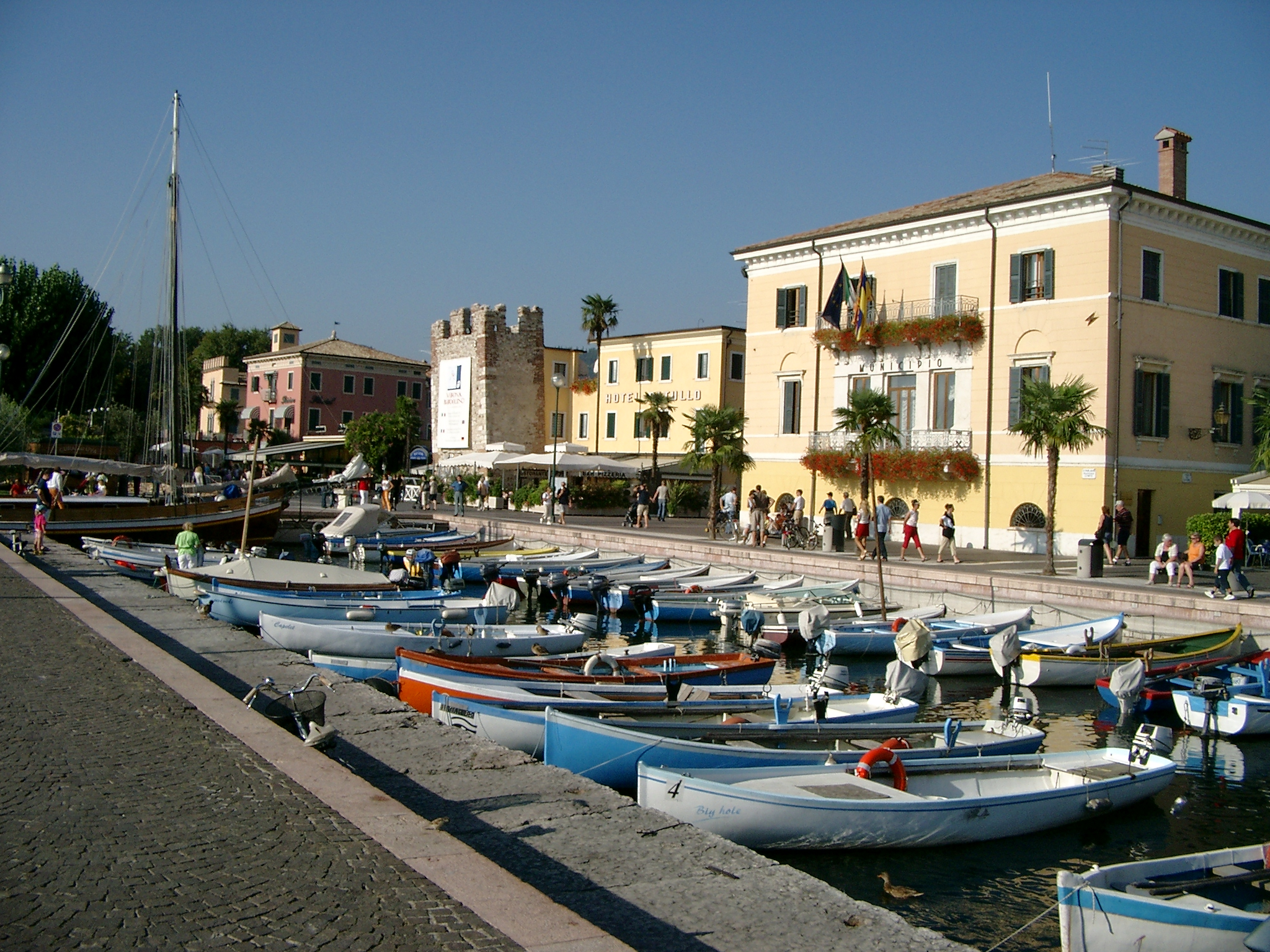
порт
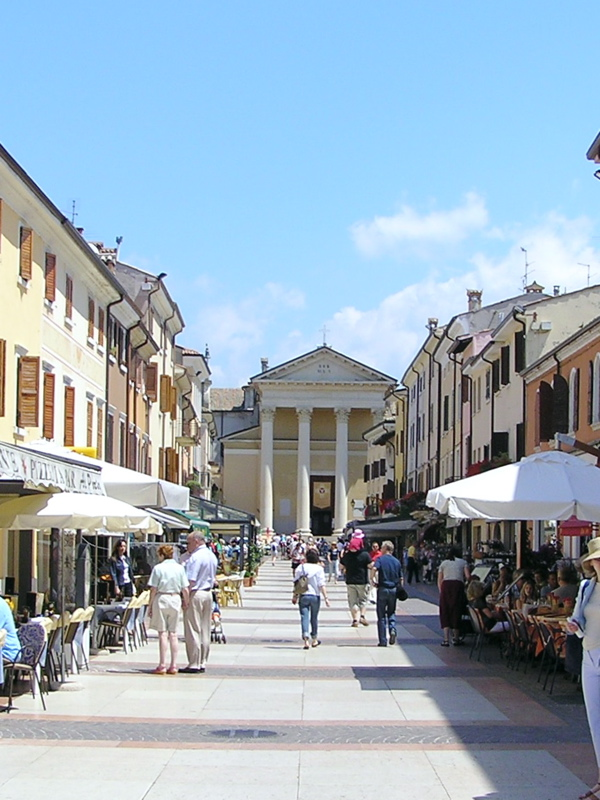
Пьяца (площа) Маттеотті
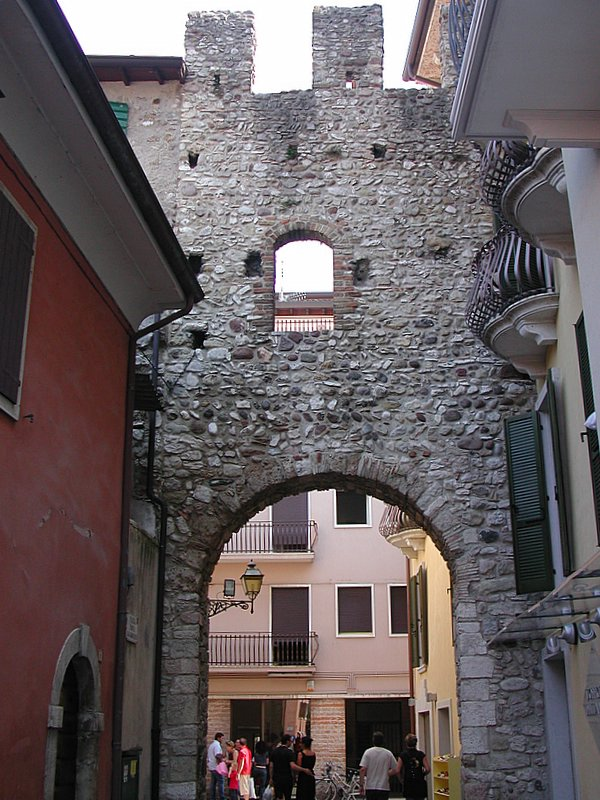
Арка Сан-Джованні
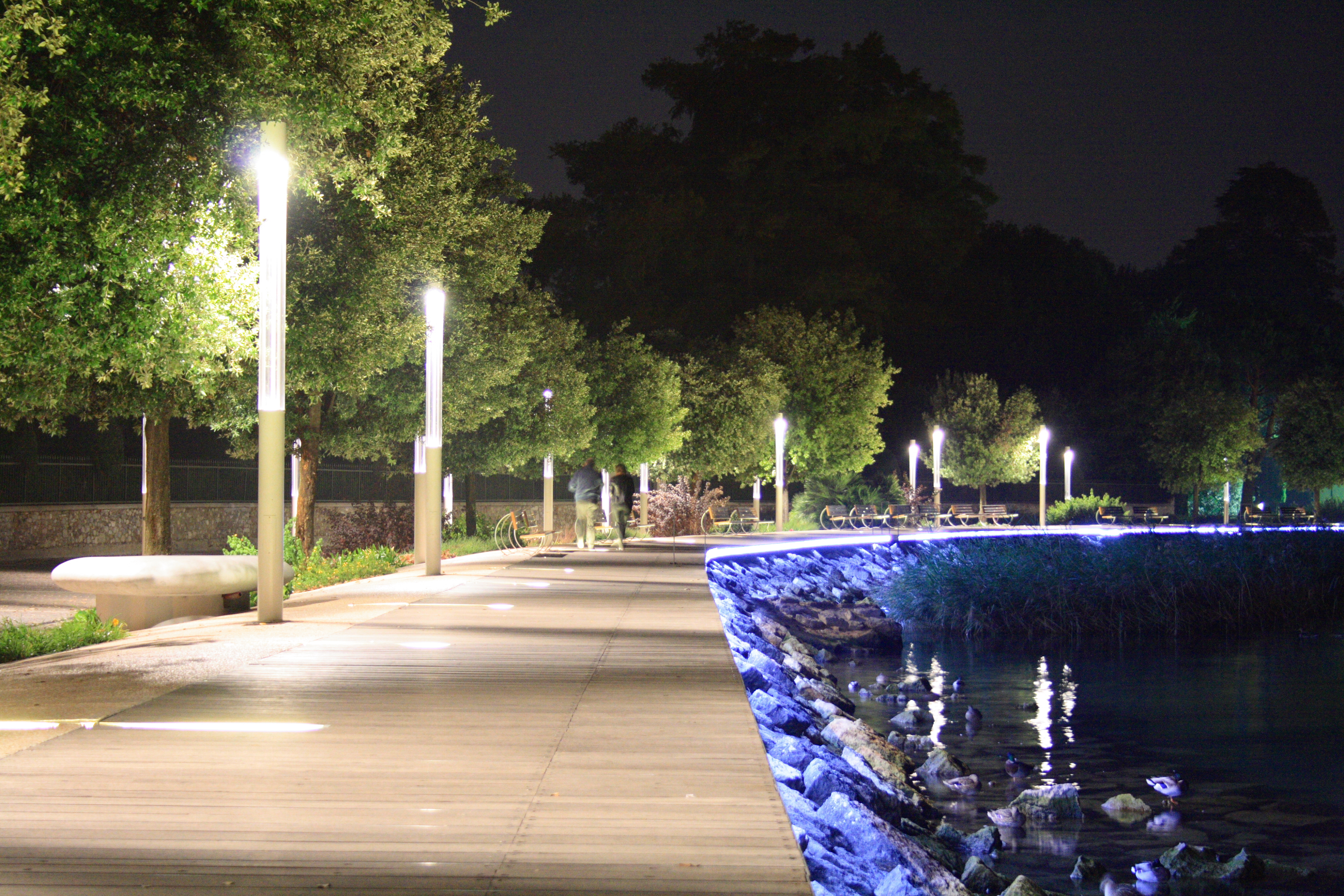
Набережна
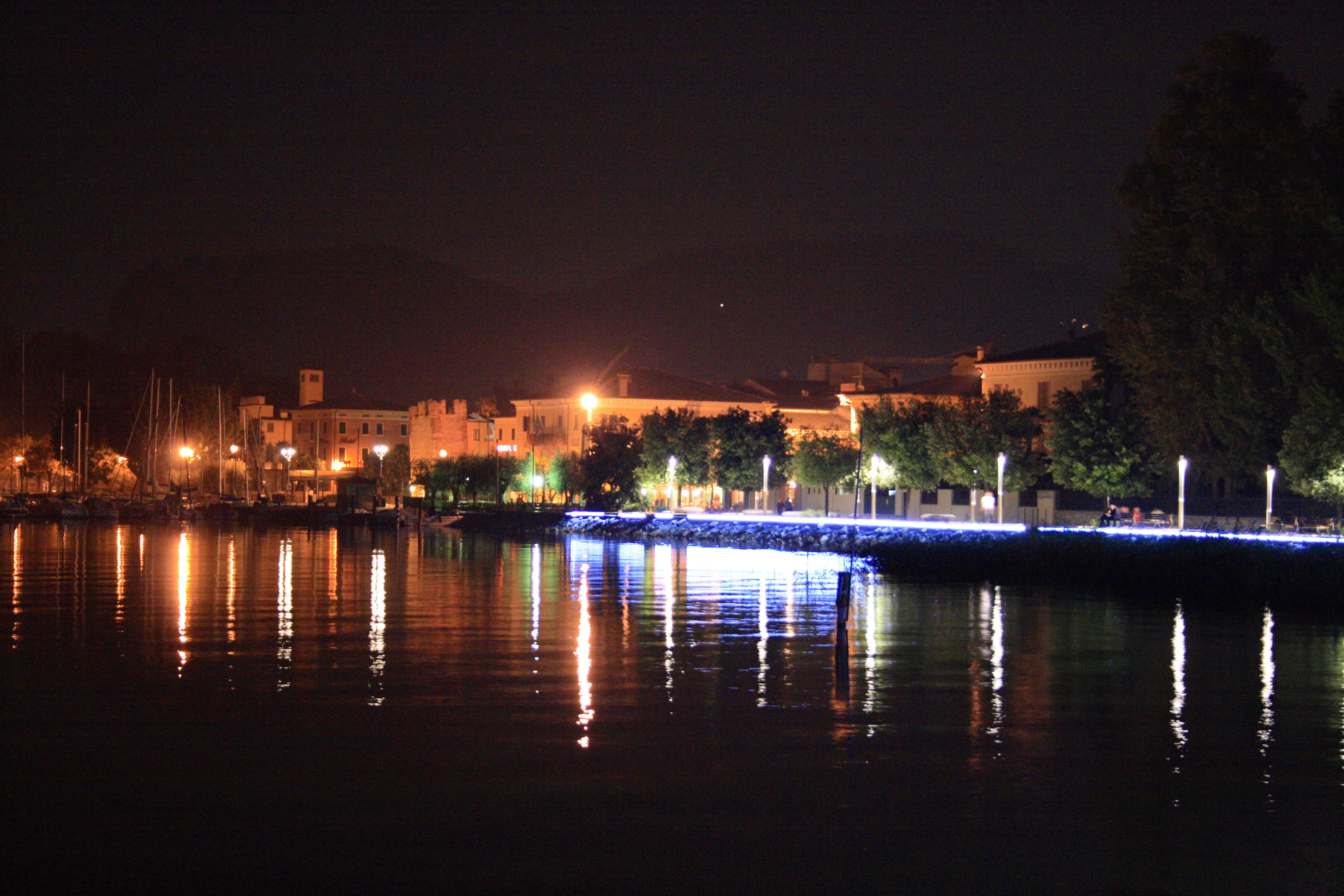
Бардоліно вночі